# Samuele Bertinelli
Samuele Bertinelli (Pistoia, 21 marzo 1976) è un politico italiano, sindaco di Pistoia dal 2012 al 2017.

## Biografia
Nato a Pistoia nel 1976, laureato in filosofia, impegnato in politica da giovanissimo aderisce ai Democratici di Sinistra e a 22 anni (1998) viene eletto consigliere comunale di Pistoia diventando presidente della commissione cultura, nella successiva amministrazione (dal 2002 al 2007) viene rieletto e nominato capogruppo dei DS in consiglio comunale. Fondatore del Partito Democratico e coordinatore della segreteria provinciale di Pistoia dello stesso partito fino al 2009.
Nel 2012 si candida a sindaco di Pistoia per le elezioni amministrative a capo di una coalizione di Centrosinistra e viene eletto al primo turno ottenendo il 59% dei voti contro il 16% raccolto dalla candidata di centrodestra Anna Maria Ida Celesti.
Decide di ricandidarsi per le successive elezioni del 2017, dove, al primo turno ottiene il 37,52% dei voti, avendo così accesso al ballottaggio, dove però viene battuto dal candidato di centro-destra Alessandro Tomasi.